# NGC 2239
NGC 2239 (ou NGC 2244) é um aglomerado aberto na direção da constelação de Monoceros. Faz parte do complexo da nebulosa Roseta. O objeto foi descoberto pelo astrônomo John Herschel em 1830, usando um telescópio refletor com abertura de 18,6 polegadas. 